# Castle Sween
Castle Sween, også kendt som Caisteal Suibhne, og Caistéal Suibhne, er en borg, der ligger på østbredden af Loch Sween i Knapdale, syd for landsbyen Achnamara på vestkysten af Argyll, Skotland.
Castle Sween er opført i 1000-tallet, og den menes at være en af de ældste stenborge, der er blevet opført i Skotland. Borgens tårne var senere tilføjelser i træ, og de er ikke bevaret.